# Großsteingrab Emmen-Schimmeres
Das Großsteingrab Emmen-Schimmeres ist eine megalithische Grabanlage der jungsteinzeitlichen Westgruppe der Trichterbecherkultur in Emmen in der niederländischen Provinz Drenthe. Mit einer Gesamtlänge von 40,3 m ist es das größte Großsteingrab in den Niederlanden und zugleich das einzige des Landes, das zwei Grabkammern enthält. 1913 wurde es von Jan Hendrik Holwerda und 1960 erneut von Albert Egges van Giffen großflächig archäologisch untersucht. Es trägt die Van-Giffen-Nummer D43.

## Lage
Das Grab befindet sich am westlichen Ortsrand von Emmen auf einer Grünfläche. Es ist über einen vom Odoornerweg abzweigenden Feldweg erreichbar. In der näheren Umgebung gibt es zahlreiche weitere Großsteingräber. 750 m nördlich befindet sich das Großsteingrab Emmen-Noord (D41), 1,2 km westnordwestlich das Großsteingrab Westenesch-Noord (D42), 1,2 km westsüdwestlich das Großsteingrab Westenesch (D44), 1,4 km östlich das Großsteingrab Emmerdennen (D45) und 2 km nördlich die drei Großsteingräber bei Emmerveld (D38–D40). 2,9 km nördlich lag das zerstörte Großsteingrab Weerdinge (D37a).

## Forschungsgeschichte

### 18. und 19. Jahrhundert
Die Existenz des Grabes wurde erstmals auf der zwischen 1788 und 1792 entstandenen Hottinger-Karte erwähnt. Leonhardt Johannes Friedrich Janssen, Kurator der Sammlung niederländischer Altertümer im Rijksmuseum van Oudheden in Leiden, besuchte 1847 einen Großteil der noch erhaltenen Großsteingräber der Niederlande, darunter auch das Grab von Emmen-Schimmeres, und publizierte im folgenden Jahr das erste Überblickswerk mit Baubeschreibungen und schematischen Plänen der Gräber. 1869 wurde das Grab unsachgemäß restauriert. Janssens Nachfolger Willem Pleyte unternahm 1874 zusammen mit dem Fotografen Jan Goedeljee eine Reise durch Drenthe und ließ dort erstmals alle Großsteingräber systematisch fotografieren. Auf Grundlage dieser Fotos fertigte er Lithografien an. Conrad Leemans, Direktor des Rijksmuseums, unternahm 1877 unabhängig von Pleyte eine Reise nach Drenthe. Jan Ernst Henric Hooft van Iddekinge, der zuvor schon mit Pleyte dort gewesen war, fertigte für Leemans Pläne der Großsteingräber an. Leemans’ Bericht blieb allerdings unpubliziert. 1878 erfolgte eine Untersuchung durch William Collings Lukis und Henry Dryden, die auf Anregung von Augustus Wollaston Franks die Provinz Drenthe bereisten und dabei sehr genaue Grundriss- und Schnittzeichnungen von 40 Großsteingräbern anfertigten.

### 20. und 21. Jahrhundert
Zwischen 1904 und 1906 dokumentierte der Mediziner und Amateurarchäologe Willem Johannes de Wilde alle noch erhaltenen Großsteingräber der Niederlande durch genaue Pläne, Fotografien und ausführliche Baubeschreibungen. Seine Aufzeichnungen zum Grab von Emmen-Schimmeres sind allerdings verloren gegangen. 1913 führte Jan Hendrik Holwerda eine archäologische Grabung durch. 1918 dokumentierte Albert Egges van Giffen die Anlage für seinen Atlas der niederländischen Großsteingräber. 1960 führte van Giffen eine weitere Grabung durch, in deren Anschluss das Grab restauriert wurde. Eine weitere Restaurierung erfolgte 1997. Seit 1983 ist die Anlage ein Nationaldenkmal (Rijksmonument). 2017 wurde die Anlage zusammen mit den anderen noch erhaltenen Großsteingräbern der Niederlande in einem Projekt der Provinz Drente und der Reichsuniversität Groningen von der Stiftung Gratama mittels Photogrammetrie in einem 3D-Atlas erfasst.

## Beschreibung

### Architektur

#### Das Langbett

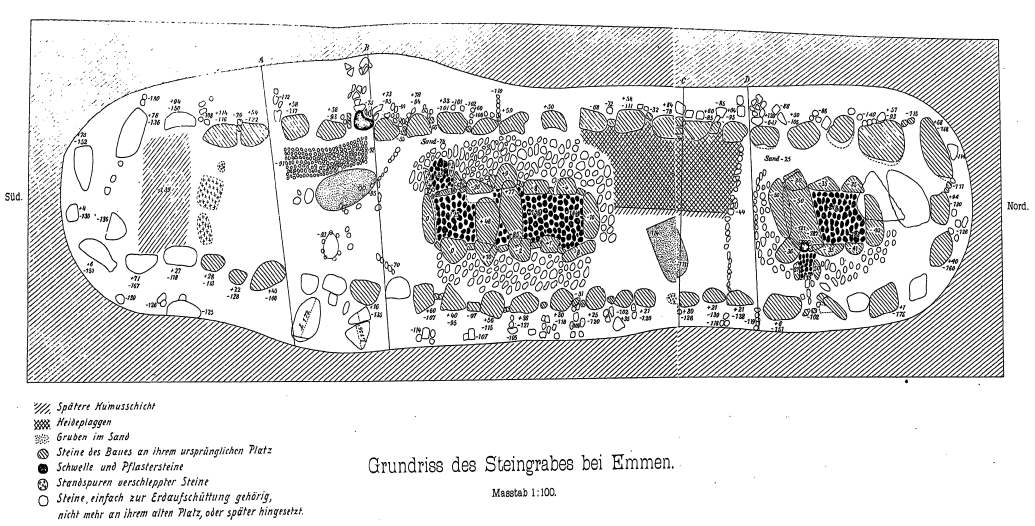
Grundriss des Grabes nach Holwerda

Die Anlage besitzt ein nordnordost-westsüdwestlich orientiertes Langbett, das zwei Ganggräber enthält. Das Bett hat einen leicht trapezförmigen Grundriss mit abgerundeten Schmalseiten. Es hat eine Länge von 40,3 m sowie eine Breite von 7 m im Norden und 5 m im Süden. Die Hügelschüttung wurde bei der Restaurierung von 1869 ohne genauere Dokumentation weitgehend abgetragen. Die Umfassung besteht aus 54 Steinen, deren flache Seiten nach außen zeigen. Die Zwischenräume der Umfassungssteine waren ursprünglich mit Trockenmauerwerk ausgefüllt. Dieses wurde nach der Untersuchung von 1960 rekonstruiert. Holwerda glaubte, dass das gesamte südliche Ende erst bei der Restaurierung von 1869 errichtet worden war, da einige Steine nicht bis in den anstehenden Boden, sondern nur bis in die Hügelschüttung eingetieft waren. Zudem fehlten am Südende Reste von Trockenmauerwerk. Weiterhin glaubte Holwerda, weiter nördlich die Standspuren der ursprünglichen südlichen Abschlusssteine der Umfassung ausgemacht zu haben. Seiner Interpretation zufolge war die Umfassung somit ursprünglich 6 m kürzer gewesen und bei den hinzugefügten Steinen soll es sich in Wirklichkeit um Decksteine der Grabkammern gehandelt haben. Van Giffen verwarf diese Interpretation und konnte nur zwei der betreffenden Steine als eindeutige neuzeitliche Ergänzungen identifizieren.

#### Die nördliche Grabkammer

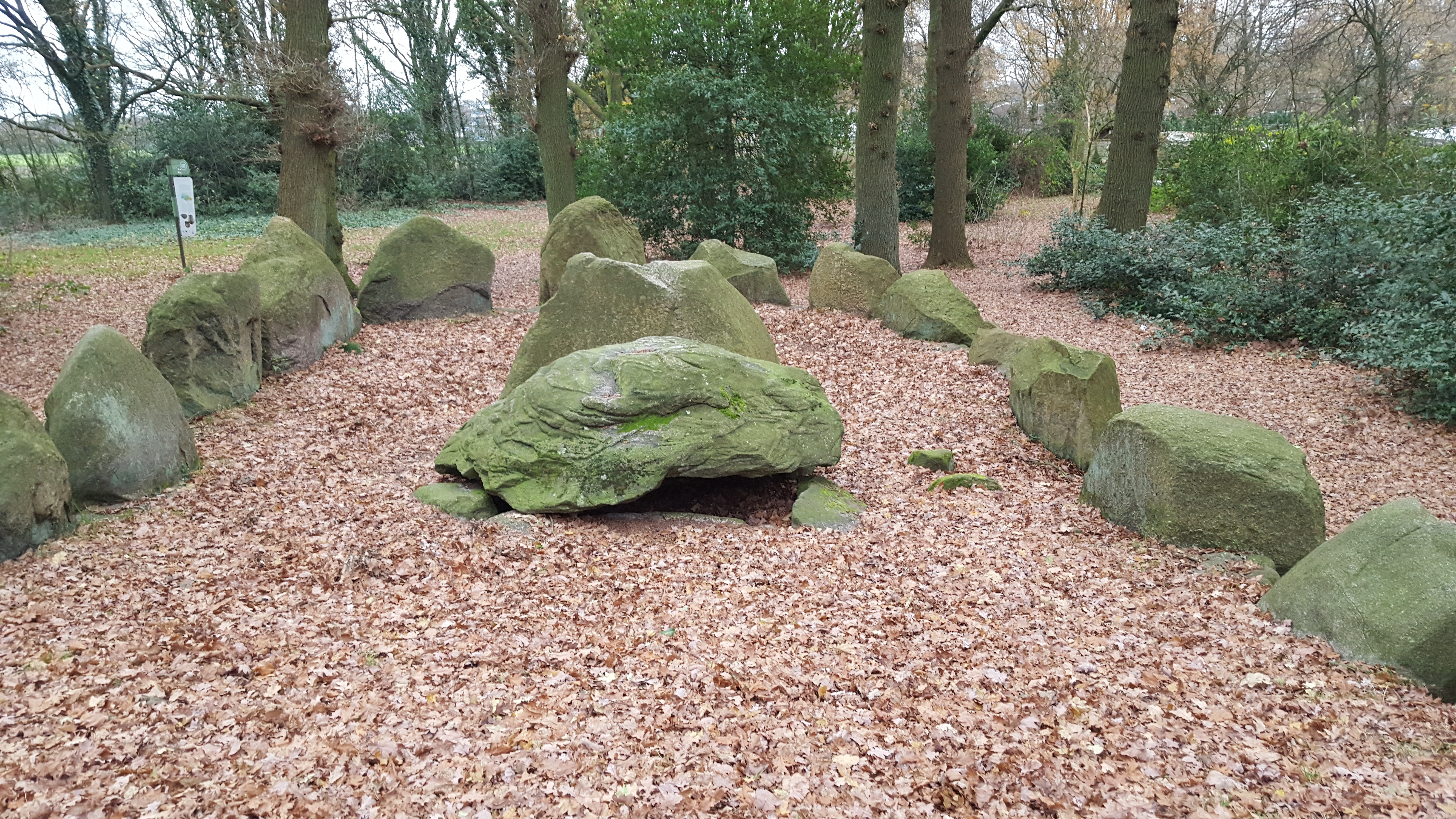
Die nördliche Grabkammer

Die Kammer ist parallel zum Langbett orientiert. Sie hat eine Länge von 4,6 m und eine Breite von 3 m. Ihre Höhe beträgt etwa 1,5 m. Sie besteht aus drei Wandsteinpaaren an den Langseiten, je einem Abschlussstein an den Schmalseiten und drei Decksteinen. Der mittlere und der nördliche Deckstein waren ein Stück nach Norden verschleppt und wurden erst bei der Restaurierung im Jahr 1960 wieder auf die Wandsteine aufgesetzt. Die Zwischenräume der Wandsteine waren ursprünglich mit Trockenmauerwerk ausgefüllt. Die Kammer wies ein steinernes Bodenpflaster auf. Zwischen dem von Süden aus gesehen ersten und zweiten Wandstein der östlichen Langseite befindet sich der Zugang zur Kammer. Diesem ist ein Gang vorgelagert, der aus zwei Wandsteinen besteht. Der Gang ist ebenfalls mit kleinen Steinen gepflastert und liegt etwa 0,6 m über dem Bodenniveau der Kammer. Der Gang hat eine Breite von 0,55 m und eine Höhe von 0,85 m. Zwischen Gang und Kammer befindet sich ein Schwellenstein.

#### Die südliche Grabkammer

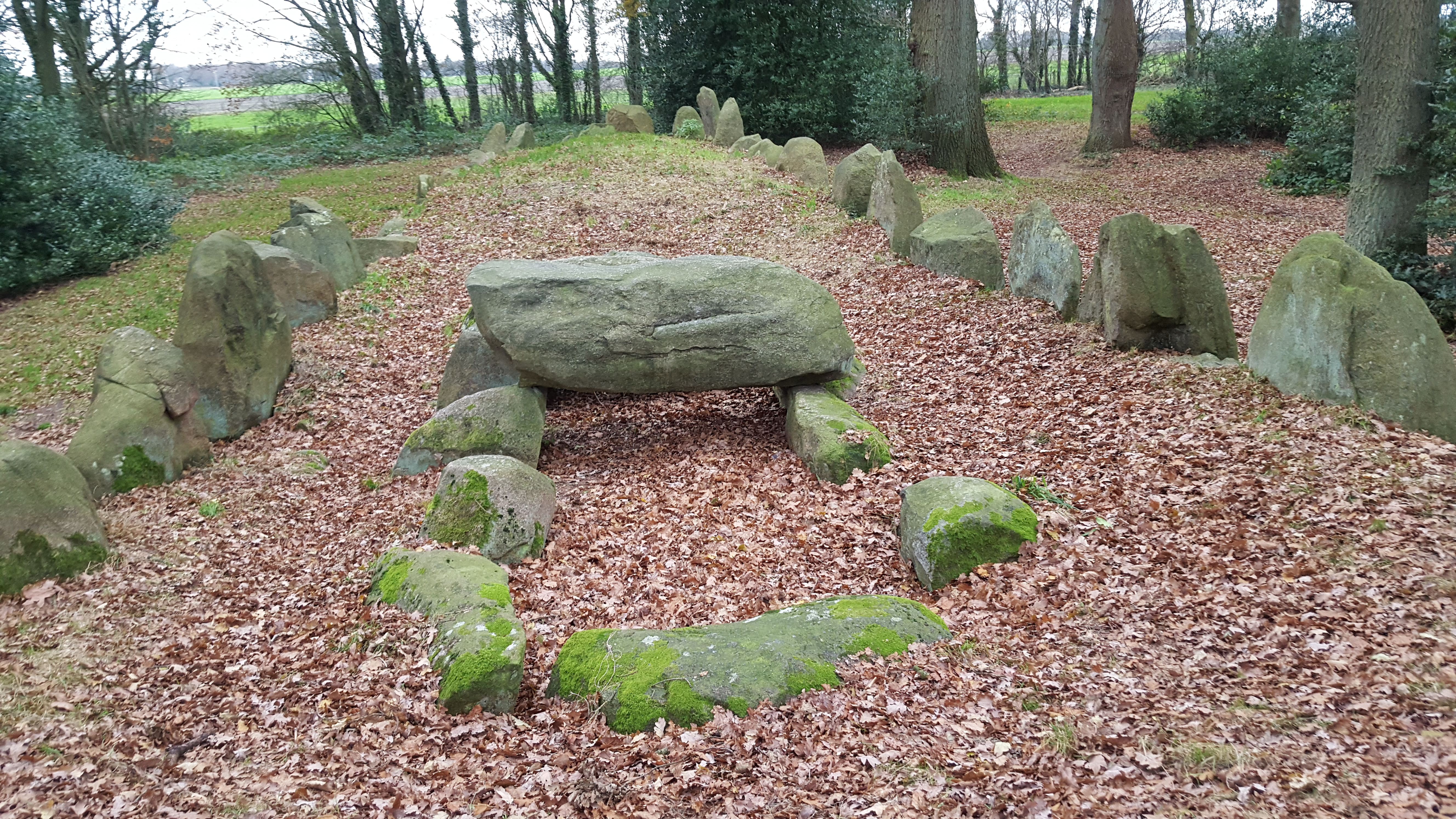
Die südliche Grabkammer

Auch die südliche Kammer ist parallel zum Langbett orientiert. Sie hat eine Länge von 8,1 m und eine Breite von 2,9 m. Sie besteht aus fünf Wandsteinpaaren an den Langseiten und je einem Abschlussstein an den Schmalseiten. Von den ursprünglich fünf Decksteinen sind noch zwei erhalten. Die Zwischenräume der Wandsteine waren ursprünglich mit Trockenmauerwerk ausgefüllt. Die Kammer wies ein steinernes Bodenpflaster auf. Zwischen dem von Süden aus gesehen zweiten und dritten Wandstein der östlichen Langseite befindet sich der Zugang zur Kammer. Diesem ist ein Gang vorgelagert, der aus zwei Wandsteinen besteht, welche erst 1960 von van Giffen entdeckt wurden.

#### Die Ritualgruben
Holwerda entdeckte zwischen den beiden Grabkammern eine Grube und eine weitere südwestlich der südlichen Grabkammer. Die erste Grube hatte eine Länge von 2,2 m und eine Breite von 1,65 m. Die zweite hatte eine Länge von 3 m und eine Breite von 1,4 m. Van Giffen entdeckte 1960 eine dritte Grube. Die Funktion dieser Gruben ist mangels aussagekräftiger Funde unklar. Die nördliche von Holwerda entdeckte Grube enthielt nur wenige Keramikscherben sowie „fast unscheinbare weisse Splitterchen“ (vermutlich Reste verbrannter Knochen). Die südliche Grube war fundleer. Die von van Giffen entdeckte Grube enthielt ebenfalls nur wenige Keramikscherben und ein retuschiertes Stück Feuerstein.

### Beigaben
Die beiden Grabkammern enthielten vergleichsweise wenige Funde, vor allem Keramikscherben. Holwerda fand in der nördlichen Kammer hauptsächlich große, bauchige Gefäße und zylindrische Gefäße. Becher und Schüsseln waren seltener. Hinzu kommen Fragmente einer Kragenflasche, eines Gefäßes mit Öse, eines kleinen Topfes und eines Napfes mit Ausguss. Weiterhin wurden einige Feuerstein-Splitter, eine unfertige Axt und ein Amulett aus einem durchbohrten Fossil gefunden.
Die südliche Kammer bot ein ähnliches Fundspektrum. Hier dominierten Schüsseln, zylindrische Gefäße und Trichterbecher mit ausladendem, hohen Rand. Hinzu kamen kleine Gefäße mit geradem Rand, bauchige Töpfe, eine einzelne Kragenflasche und ein kleiner Topf mit spitzem Bauch, geradem Rand und Ösen. Weiterhin wurden Feuersteinfragmente und ein kleiner Schmalmeißel gefunden.
Die Funde aus Holwerdas Grabung befinden sich heute im Rijksmuseum van Oudheden in Leiden.

Funde aus Grab D43
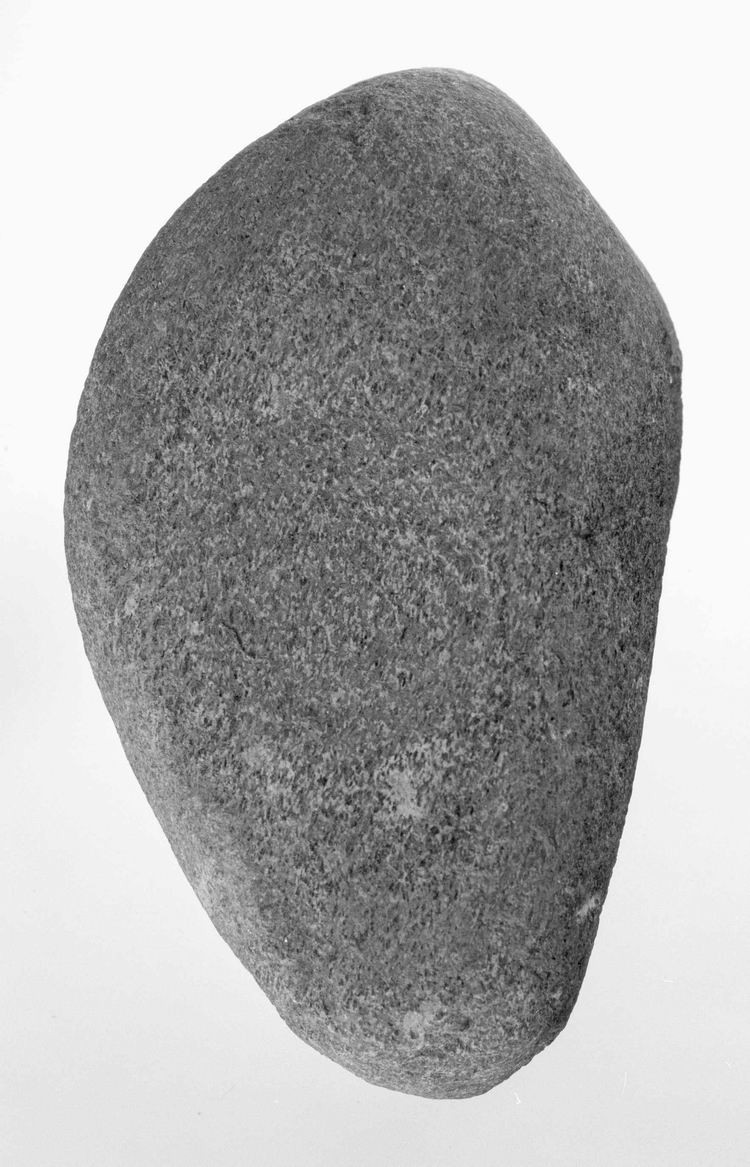
Stein- hammer
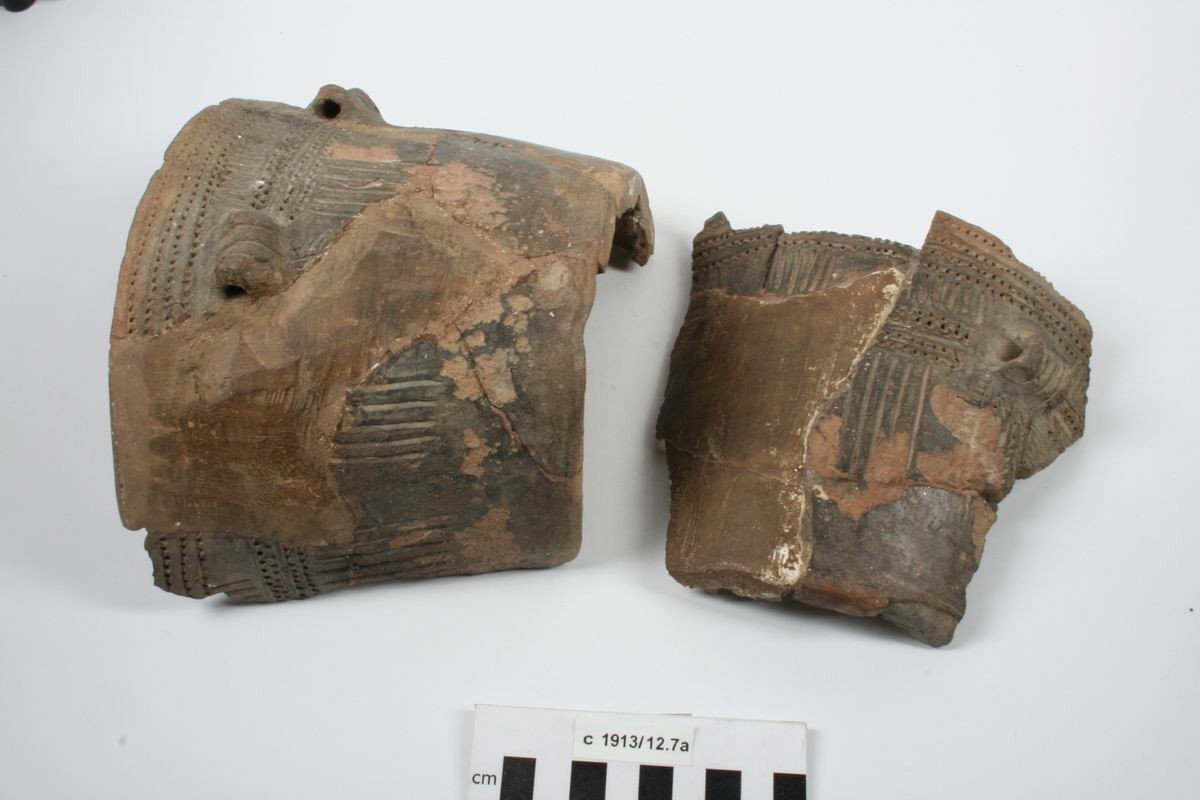
Fragmente eines steilwandigen Bechers
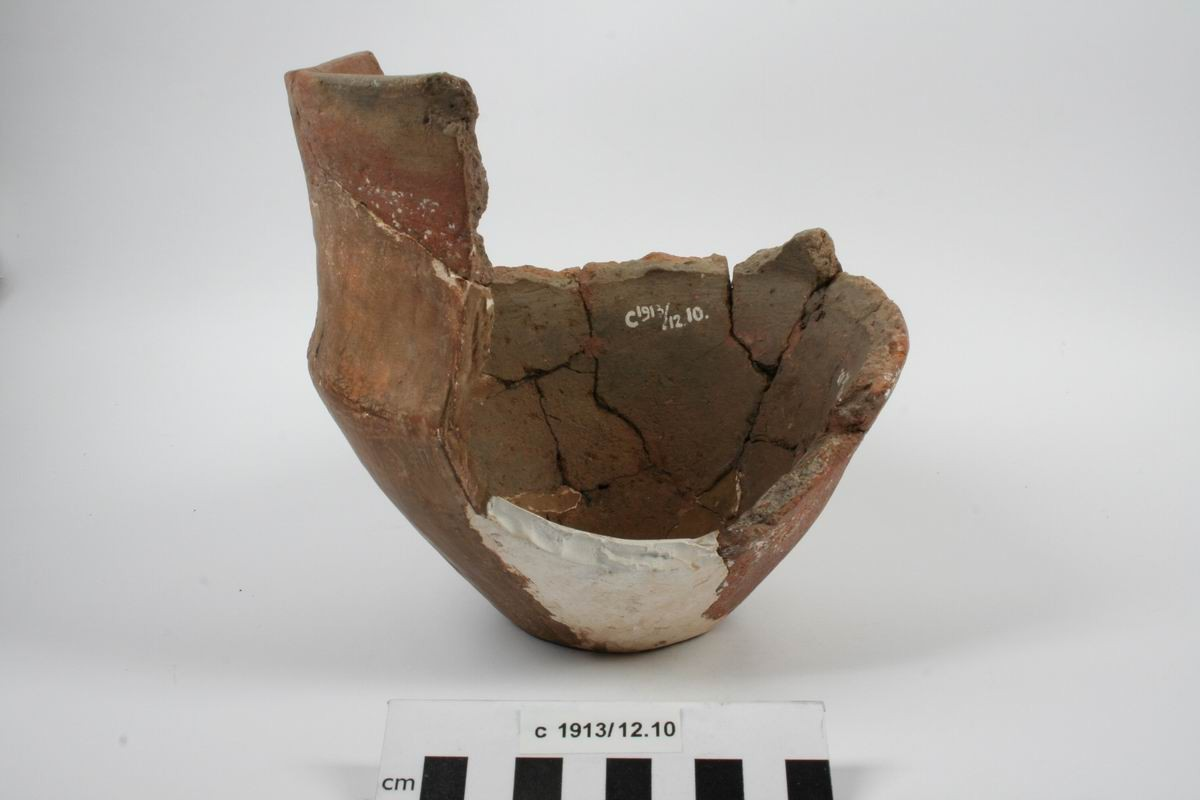
Unverzierter Becher
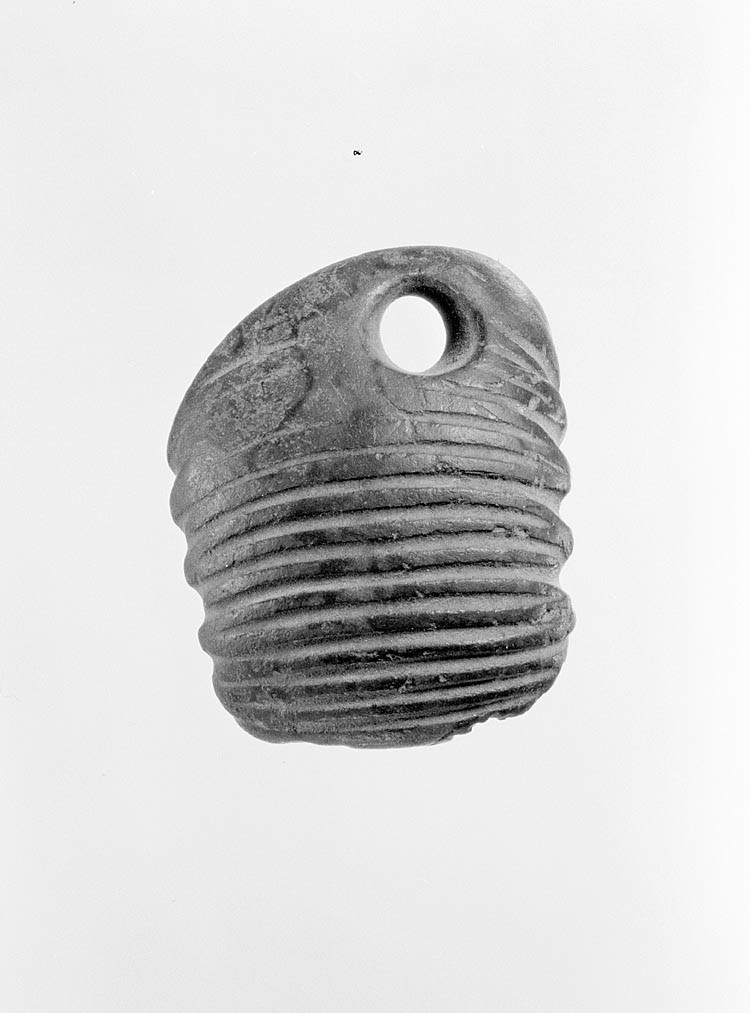
Durchlochter Trilobit